# Маріянівська волость
Маріянівська волость — історична адміністративно-територіальна одиниця Ананьївського повіту Херсонської губернії.
Станом на 1886 рік складалася з 9 поселень, 9 сільських громад. Населення — 2741 особа (1380 чоловічої статі та 1361 — жіночої), 245 дворових господарства.
|                     | Площа, десятин | У тому числі орної, дес. |
| ------------------- | -------------- | ------------------------ |
| Сільських громад    | 863            | 658                      |
| Приватної власності | 8089           | 2588                     |
| Казенної власності  | —              | —                        |
| Іншої власності     | 33             | 30                       |
| Загалом             | 11265          | 4572                     |

Найбільші поселення волості:
- Маріянівка — колишнє власницьке містечко за 35 верст від повітового міста, 579 осіб, 111 дворів, православна церква.